# Уторгошское сельское поселение
У́торгошское сельское поселение — муниципальное образование в Шимском муниципальном районе Новгородской области России.
Административный центр — посёлок при станции Уторгош.

## География
Территория сельского поселения расположена в Приильменской низменности, на западе Новгородской области, на севере Шимского района у административной границы с Псковской и Ленинградской областями. По территории протекают реки Мшага, Чёрная, Покоска, Хотынка, Лютинка, Толшовка, Лонненка и др.

## История
Уторгошское сельское поселение было образовано в соответствии с законом Новгородской области от 11 ноября 2005 года № 559-ОЗ.

## Население
| 2010  | 2012  | 2013  | 2014  | 2015  | 2016  | 2017  |
| ----- | ----- | ----- | ----- | ----- | ----- | ----- |
| 2050  | ↘1980 | ↗1985 | ↘1952 | ↘1916 | ↘1864 | →1864 |
| 2018  | 2021  |       |       |       |       |       |
| ↘1801 | ↘1438 |       |       |       |       |       |

## Состав сельского поселения
| №  | Населённый пункт | Тип населённого пункта                          | Население |
| -- | ---------------- | ----------------------------------------------- | --------- |
| 1  | Бологово         | деревня                                         | ↘8        |
| 2  | Большая Уторгош  | деревня                                         | ↘125      |
| 3  | Большие Березицы | деревня                                         | 31        |
| 4  | Борок            | деревня                                         | 0         |
| 5  | Буйно            | деревня                                         | 17        |
| 6  | Вирки            | деревня                                         | 1         |
| 7  | Водосы           | деревня                                         | 95        |
| 8  | Глинско          | деревня                                         | ↘3        |
| 9  | Гора             | деревня                                         | ↘10       |
| 10 | Городище         | деревня                                         | 168       |
| 11 | Гороховище       | деревня                                         | 5         |
| 12 | Добрыни          | деревня                                         | ↘10       |
| 13 | Звад             | деревня                                         | 23        |
| 14 | Казовицы         | деревня                                         | ↘24       |
| 15 | Комарово         | деревня                                         | ↘6        |
| 16 | Крёкшина Горка   | деревня                                         | 0         |
| 17 | Кчеры            | разъезд                                         | 0         |
| 18 | Листовка         | деревня                                         | 1         |
| 19 | Лонно            | деревня                                         | ↘14       |
| 20 | Лучки            | деревня                                         | 9         |
| 21 | Любонё           | деревня                                         | 3         |
| 22 | Людятино         | деревня                                         | ↘39       |
| 23 | Малая Уторгош    | деревня                                         | ↘90       |
| 24 | Малое Городище   | деревня                                         | ↘17       |
| 25 | Малые Березицы   | деревня                                         | 3         |
| 26 | Мясково          | деревня                                         | ↘2        |
| 27 | Низова           | деревня                                         | 11        |
| 28 | Пески            | деревня                                         | ↘32       |
| 29 | Плосково         | деревня                                         | ↘12       |
| 30 | Подмошье         | деревня                                         | ↘9        |
| 31 | Прусско          | деревня                                         | 13        |
| 32 | Радошка          | деревня                                         | 0         |
| 33 | Рямешка          | деревня                                         | 44        |
| 34 | Сосновый Бор     | деревня                                         | 5         |
| 35 | Стаи             | деревня                                         | 8         |
| 36 | Турская Горка    | деревня                                         | ↘117      |
| 37 | Уторгош          | железнодорожная станция, административный центр | ↘1091     |
| 38 | Хотыня           | деревня                                         | ↘3        |
| 39 | Чудско           | деревня                                         | 1         |

С 12 апреля 2010 года в Уторгошское сельское поселение включены ещё 11 деревень упразднённого Городищенского сельского поселения: Большая Уторгош, Большие Березицы, Буйно, Вирки, Городище, Звад, Малая Уторгош, Малые Березицы, Радошка, Рямешка и Сосновый Бор.

## Транспорт
По территории сельского поселения проходят автодороги: дорога Р52 до автотрассы М20 (E 95) и в село Медведь, дорога через деревни Людятино и Подмошье до Луги, дорога до деревни Лубино, далее до автотрассы А116 или через город Сольцы или через деревню Вшели.
Есть железнодорожная станция Уторгош Санкт-Петербург-Витебского отделения Октябрьской железной дороги, на линии Санкт-Петербург — Дно — Витебск.